# Mircea Drăgan
Pour les articles homonymes, voir Dragan (homonymie).
Mircea Drăgan, né le 3 octobre 1932 à Gura Ocniței et mort le 31 octobre 2017 à Râmnicu Vâlcea (județ de Vâlcea), est un réalisateur et scénariste roumain.

## Biographie
Mircea Drăgan a réalisé 23 films entre 1955 et 1992. Plusieurs de ses films ont été sélectionnés lors de festivals et récompensés : son film Setea, sélectionné au 2e festival international du film de Moscou en 1961, reçoit le Prix d'argent. Deux années plus tard, son film Lupeni '29  remporte un Prix d'argent au 3e festival international du film de Moscou. En 1965, il est membre du jury du 4e festival international du film de Moscou.
Son film Neamul Șoimăreștilor, sorti en 1965, fait partie, avec un total de 13 046 101 entrées, des cinq plus gros succès du cinéma roumain de tous les temps.

## Filmographie
- Dincolo de brazi (1958) (en collaboration avec Mihai Iacob)
- Setea (1961)
- Lupeni '29 (1963)
- Neamul Șoimăreștilor (1965)
- Golgota (1966)
- Columna (1968)
- Brigada Diverse intră în acțiune (1970)
- Brigada Diverse în alertă! (1971)
- B.D. la munte și la mare (1971)
- Explozia (1973)
- Frații Jderi (1974)
- Ștefan cel Mare - Vaslui 1475 (1975)
- Cuibul salamandrelor (1977)
- Aurel Vlaicu (1978)
- Brațele Afroditei (1979)
- O lume fără cer (1981)
- Plecarea Vlașinilor (1983)
- Întoarcerea Vlașinilor (1984)
- Raliul (1984)
- Cucoana Chirița (1987)
- Chirița în Iași (1988)
- Atac în bibliotecă (1992)